# The Magic Gift Box
The Magic Gift Box é o álbum de estreia da cantora estoniana Iiris. Nos Eesti Muusikaauhinnad (EMA) de 2013, foi indicado a três categorias: Álbum do Ano1, Álbum de Estreia do Ano2 e Álbum de Pop do Ano3.

## Recepção crítica
| Críticas profissionais | Críticas profissionais |
| Avaliações da crítica  | Avaliações da crítica  |
| Fonte                  | Avaliação              |
| ---------------------- | ---------------------- |
| Savon Sanomat          | [ 4 ]                  |
| Sylvi                  | [ 5 ]                  |

## Singles
Em 2011, Iiris já havia distribuído duas músicas do álbum através de streaming: "Gummybear", que tem um vídeo dirigido por Elina Kasesalu, e "Astronaut". A canção "Melyse" foi lançada como o primeiro single oficial do The Magic Gift Box em 9 dezembro de 2011 por download digital. O disc jockey (DJ) Ron Slomowicz, do portal About.com, fez uma crítica positiva à faixa. Seu vídeo acompanhante foi dirigido por Andzei Matsukevits. Ele contém cenas de Iiris usando um vestido em movimento enquanto dança e canta numa banheira que serve como um portal a outros lugares. De acordo com Matsukevits, o conceito foi criado por Iiris e embora o diretor tenha considerado-o "inacreditável" a princípio, ele adaptou a gravação a um lugar só através de efeitos especiais em função do orçamento do vídeo. A obra recebeu uma indicação nos Eesti Muusikaauhinnad (EMA) de 2012 à categoria Vídeo Musical do Ano4.
"Weirdo" foi distribuída como a segunda faixa de divulgação do álbum em 2 de março de 2012. Slomowicz comentou que embora a música não esteja "no mesmo nível de 'Melyse', é convincente e divertida". Seu vídeo também foi dirigido por Matsukevits e indicado à mesma categoria dos EMA na edição seguinte. "Just Like an Ogre" foi lançado em 10 de outubro de 2012 como o terceiro single do disco.

## Lista de faixas
Todas faixas são produzidas por Sethh e toda música é composta por Iiris e Sethh, exceto nas com observações. Todas letras são escritas por Iiris.
| N.º | Título              | Música | Produtor(es) | Duração |  |
| 1.  | "Curaga"            |        |              | 3:11    |  |
| 2.  | "Weirdo"            |        |              | 3:10    |  |
| 3.  | "Just Like an Ogre" | Iiris  | Iiris Sethh  | 2:45    |  |
| 4.  | "Astronaut"         |        |              | 3:02    |  |
| 5.  | "Song in a Box"     |        |              | 3:07    |  |
| 6.  | "Melyse"            |        |              | 3:15    |  |
| 7.  | "Glimmering"        | Iiris  |              | 3:50    |  |
| 8.  | "Gummybear"         |        |              | 2:42    |  |
| 9.  | "Big Bat"           |        |              | 4:00    |  |
| 10. | "Merman"            |        | Iiris Sethh  | 3:14    |  |
| 11. | "Unicorn"           | Iiris  | Iiris Sethh  | 5:03    |  |
| 12. | "Circle"            |        |              | 4:46    |  |

| Faixa bônus digital |          |              |         |  |
| N.º                 | Título   | Produtor(es) | Duração |  |
| 13.                 | "Mirage" | Iiris Sethh  | 3:53    |  |

| Faixas bônus da iTunes Store |          |              |         |  |
| N.º                          | Título   | Produtor(es) | Duração |  |
| 13.                          | "Mirage" | Iiris Sethh  | 3:52    |  |
| 14.                          | "Zombie" |              | 3:03    |  |

| Faixa bônus do Spotify |               |         |  |
| N.º                    | Título        | Duração |  |
| 14.                    | "Dragon Song" | 3:21    |  |

## Histórico de lançamento
| País       | Data                | Formato          | Gravadora         |
| ---------- | ------------------- | ---------------- | ----------------- |
| Brasil     | 23 de março de 2012 | Download digital | EMI Music Finland |
| Estônia    | 23 de março de 2012 | Download digital | EMI Music Finland |
| Finlândia  | 23 de março de 2012 | Download digital | EMI Music Finland |
| Moçambique | 23 de março de 2012 | Download digital | EMI Music Finland |
| Portugal   | 23 de março de 2012 | Download digital | EMI Music Finland |
| Finlândia  | 28 de março de 2012 | CD               | Virgin            |
| Estônia    | 7 de abril de 2012  | CD               | Virgin            |